# Humber Motorcycles

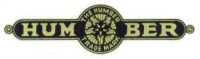
Das alte Humber Logo von der Zeit um etwa 1870

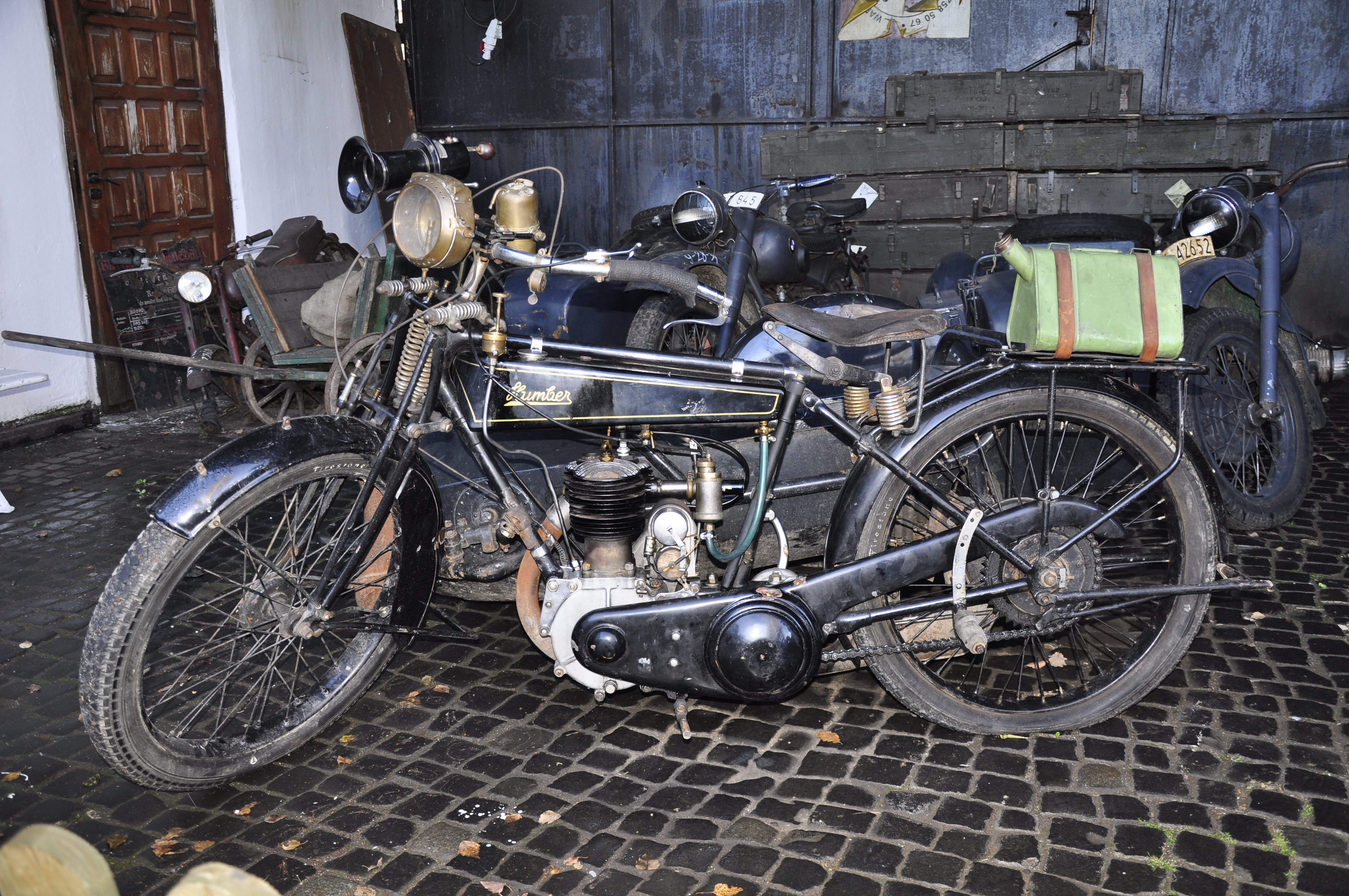
Eine Humber mit Seitenwagen im Motor- und Technikmuseum in Otrębusy in Polen

Humber Ltd. oder auch Humber Motorcycles war eine nach ihrem Gründer Thomas Humber benannte englischer Motorrad- und Automobil-Hersteller in Beeston, Nottinghamshire.

## Geschichte
Gegründet in Beeston in 1868 als Fahrradmarke, war die Firma mit qualitativ hochwertigen Modellen sehr erfolgreich und eröffnete weitere Werke in Coventry und Wolverhampton. 1896 entwickelte Humber das erste praktische Motorrad in England, bei dem ein Humber-Fahrrad einen E.-J.-Pennington-Motor mit 2 PS (1,5 kW) eingebaut bekam. Später wurden Leon Bolee Motoren in Lizenz hergestellt.
Motorräder wurden von 1898 bis 1930 gebaut und damit gehört Humber zu den ältesten englischen Motorradherstellern. Mit der Entwicklung und dem erfolgreichen Verkauf von Automobilen um die Zeit des Ersten Weltkriegs (Humber Automobil), wurde mit der Übernahme durch die Rootes-Gruppe 1930 der Bau von Motorrädern eingestellt.

## Entwicklung
Ab 1902 wurden Motorräder unter einer Lizenz von Phelon & Moore produziert, 1908 kam die erste vollständig eigene Konstruktion auf den Markt. Es wurden Maschinen mit eigenen Ein- und Zweizylindern von 500 (exakt 496) bis 750 (746) cm³ gebaut. Von etwa 1904 bis 1909 baute Humber keine Motorräder, weil er sich auf die Automobilproduktion konzentrierte.
Von 1909 bis 1915 war Humber im Rennsport erfolgreich und stellte mehrere Weltrekorde auf. Ein Beispiel war 1910 mit einer Durchschnittsgeschwindigkeit von 48,55 km/h auf 100 Meilen in Brooklands, ein anderes 1911 mit dem Sieg von Percy Evans in der Isle of Man TT in der 350er-Klasse. 1910 wurde die Centaur Cycle in West Orchard (Dorset) übernommen, die zu der Zeit nur noch Fahrräder und Motorräder herstellte.
Humber entwickelte in der Zeit vor dem Ersten Weltkrieg einige Modelle, wie zum Beispiel ein 750-cm³-Motorrad mit drei liegenden Zylindern (Boxermotor). Während des Weltkrieges baute Humber Militärmaschinen für die britische Armee und auch etwa 500 Gespanne für die Kaiserlich Russische Armee. Ab etwa 1920 war Humber im Trialsport erfolgreich und gewann mehrmals die Internationale Sechstagefahrt. Nach 1923 beschränkte sich Humber auf 350er und 500er Modelle.